# Сигнальна ракета

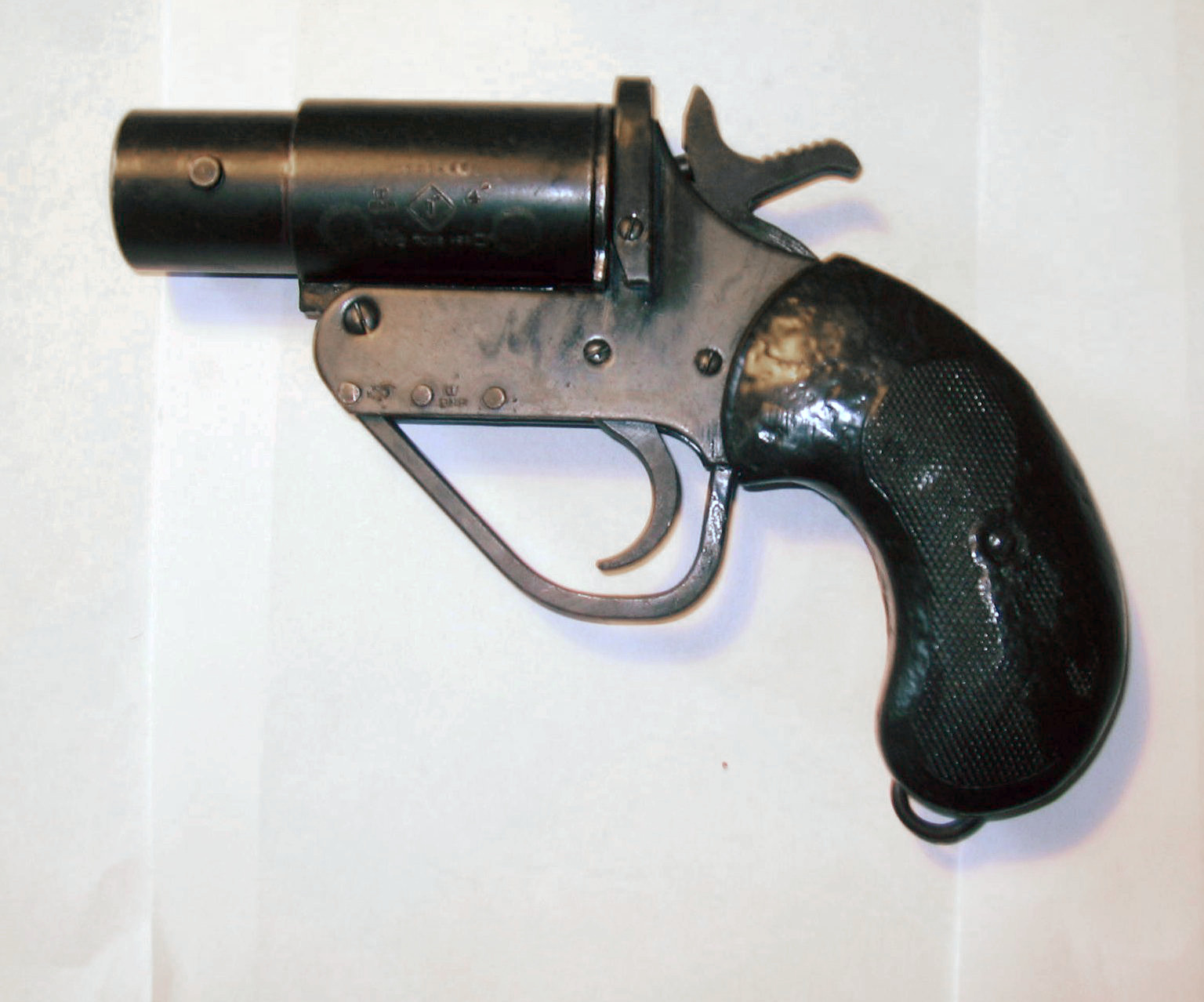
Пістолет Молінса для стрільби сигнальними набоями (ракетами). 1940

Сигна́льна раке́та — піротехнічний засіб сигнального зорового (іноді звукового) зв'язку, що застосовуються для передачі коротких команд, оповіщення, позначення і бойової ідентифікації, літаків, кораблів, а також передачі сигналів виклику, перенесення і припинення вогню і цілевказання.